# تشارلز هاربر
تشارلز هاربر (بالإنجليزية: Charles Harper)‏ هو سياسي أسترالي، ولد في 1875، وتوفي في 1954.